# Rheden (Niedersachsen)
Rheden ist ein Ortsteil der Stadt Gronau (Leine) im Landkreis Hildesheim in Niedersachsen. Bis Oktober 2016 trug hingegen eine aus drei Ortsteilen bestehende Gemeinde den Namen Rheden.

## Geografie

### Geografische Lage
Der Ort Rheden liegt etwa 3 Kilometer südöstlich von Gronau (Leine), nur etwas östlich der Leine und nordwestlich der Sieben Berge.

## Geschichte
Obwohl die Entstehung der Siedlung (möglicherweise unter dem Namen hretha) wohl bis in das 9. nachchristliche Jahrhundert zurückreicht, erscheint die erstmalige urkundliche Erwähnung im Jahr 1022. Die Kirchengemeinde von Rheden war schon im 11. Jahrhundert von Bedeutung. Ihre Kirche wurde im 13. Jahrhundert gebaut. Zugleich bestand seit dem 15. Jahrhundert ein Rittergut in Rheden. Das Schloss wurde 1729 errichtet.

### 1974 bis 2016
Zur Gemeinde Rheden gehörten von 1974 bis 2016 neben der Ortschaft Rheden noch die Orte Wallenstedt und Heinum. Wallenstedt wurde 1022 erstmals erwähnt, 1255 fand die erste Erwähnung von Heinum statt. Beide Orte wurden am 1. März 1974 anlässlich der Gebietsreform als Ortsteile in die Gemeinde Rheden eingegliedert.
Die Gemeinde Rheden war Mitgliedsgemeinde der Samtgemeinde Gronau (Leine). Sie erstreckte sich auf einer Fläche von 15,14 Quadratkilometern und hatte bei ihrer Auflösung etwa 1035 Einwohner.
Zum Gemeindegebiet gehörte eines der bedeutendsten niedersächsischen Landschaftsschutzgebiete, das als Fauna-Flora-Habitat gilt. Nahe Wallenstedt bestand ein Segelflugplatz.

### Ab 2016
Die Gemeinde Rheden wurde ebenso wie die Samtgemeinde Gronau am 1. November 2016 aufgelöst. Ihre Ortsteile Rheden, Wallenstedt und Heinum wurden als drei Stadtteile in die Stadt Gronau (Leine) eingemeindet. Diese ist Mitgliedsgemeinde der Samtgemeinde Leinebergland.

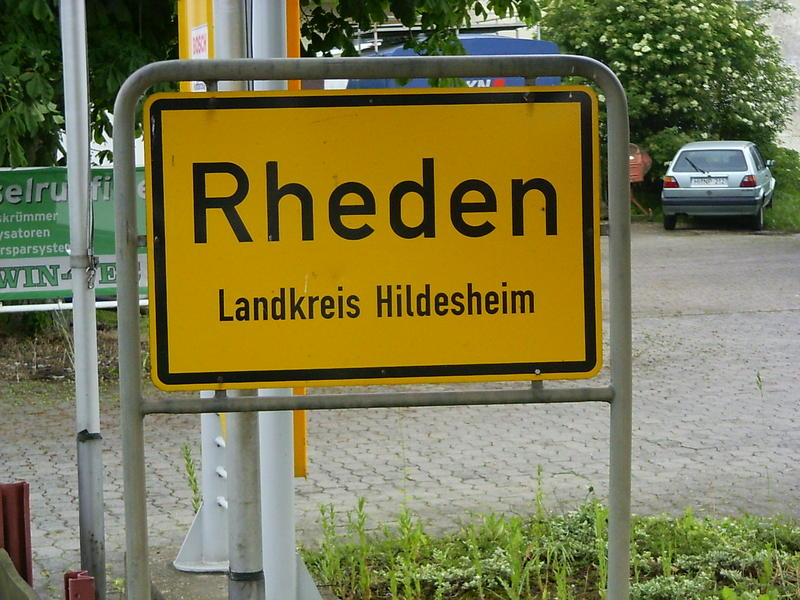
Ortsschild (2007)
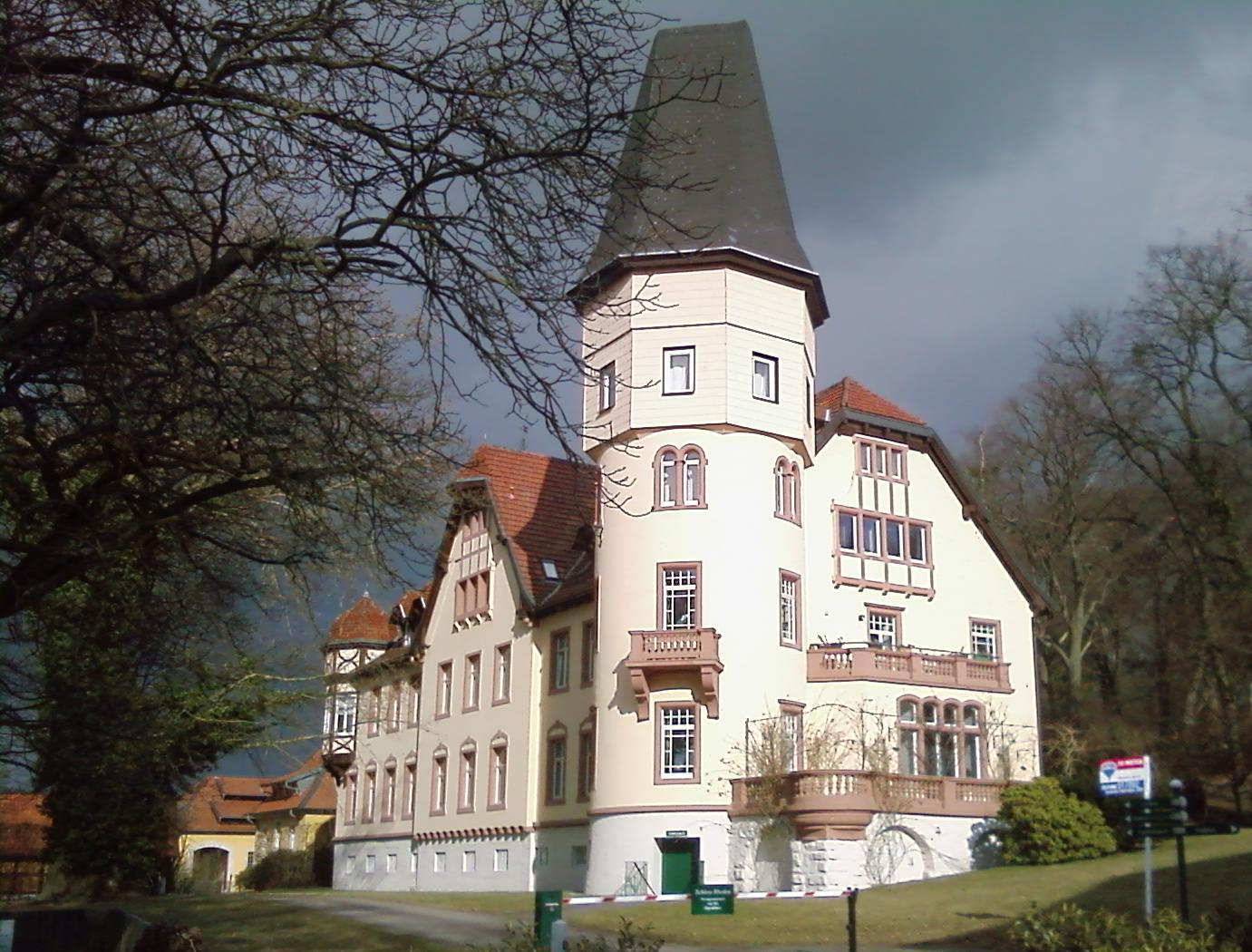
Das Schloss Rheden
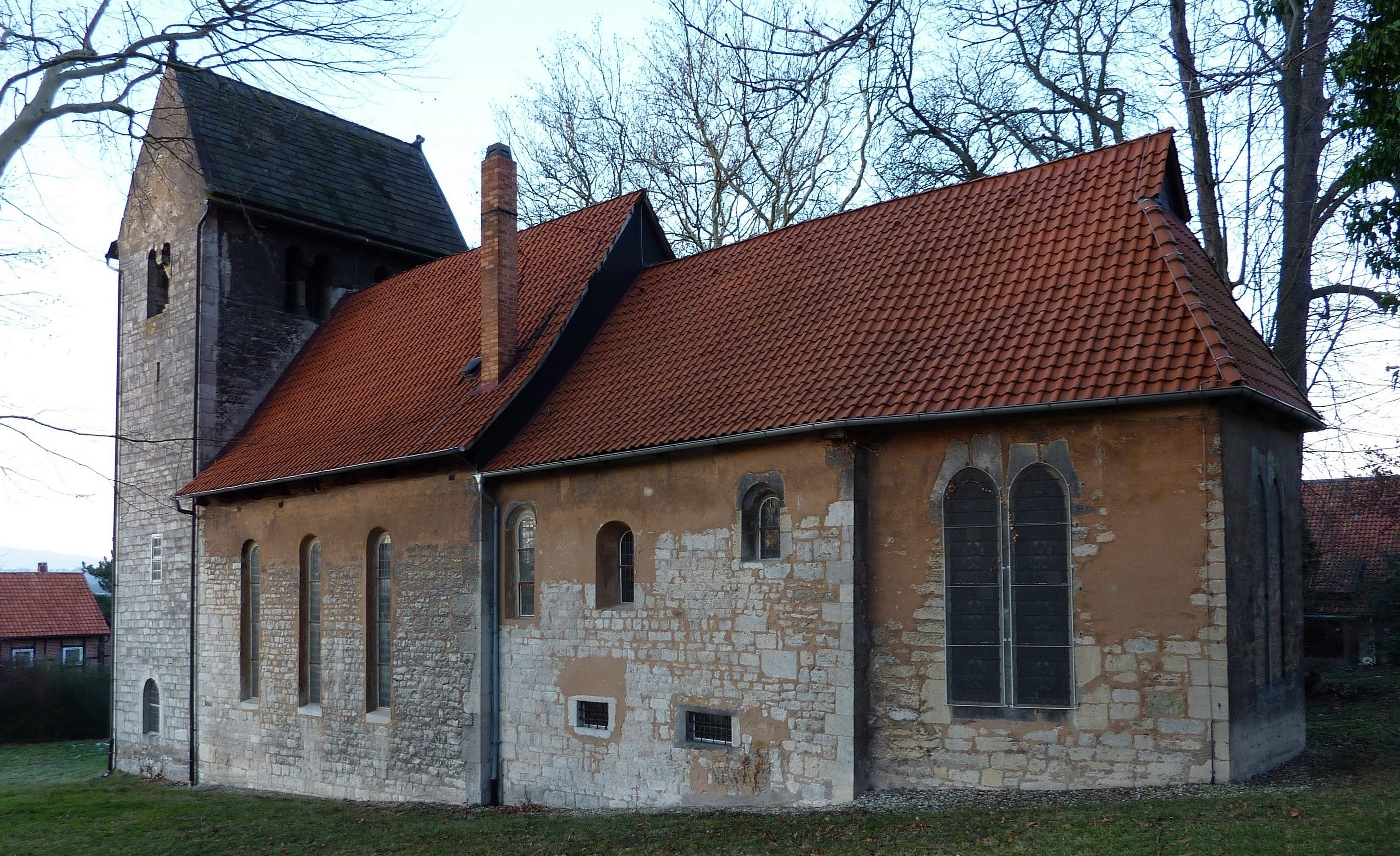
Kirche Rheden

## Politik

### Stadtrat und Bürgermeister
Seit dem 1. November 2016 wird Rheden auf kommunaler Ebene vom Rat der Stadt Gronau (Leine) vertreten.

### Wappen
Der Gemeinde wurde das Ortswappen am 29. Mai 1939 durch den Oberpräsidenten der Provinz Hannover verliehen. Der Landrat aus Alfeld überreichte es am 20. Juli desselben Jahres.
| Wappen von Rheden | Blasonierung: „Im grünen Schild ein sich aufrichtender goldzüngiger, geflügelter, silberner Lindwurm mit gehobenem und einfach geringeltem Schwanz.“ |
| Wappen von Rheden | Wappenbegründung: Die alte Dorfkirche in Rheden zeigt in ihrer reichen Symbolik u. a. auch einen Lindwurm. Volksmund und Ortssage sehen in ihm den Hüter der heiligsten Güter völkischen Seins, völkischer Art und Sitte. Er ist schlechthin der Schatzhüter. Aus dieser Auffassung heraus erhält das von der Gemeinde Rheden erkorene Wappen eine wahrhaft tiefe und wertvolle Sinngebung. |

## Persönlichkeiten
Söhne und Töchter des Ortsteils Rheden
- August von Rheden (1853–1907), Politiker, Mitglied des Preußischen Herrenhauses
- Hartwig von Rheden (1885–1957), Politiker (NSDAP) und SA-Führer

Weitere Söhne und Töchter der ehemaligen Gemeinde
- Bernhard von Schubert (1951–2017), Unternehmer